# Play (álbum de Ed Sheeran)
Play será o oitavo álbum de estúdio do músico inglês Ed Sheeran, com data de lançamento anunciada para 12 de Setembro de 2025, através das editoras discográficas Gingerbread Man e Atlantic. Segundo o artista, o projeto irá marcar uma mudança significativa em relação aos seus trabalhos anteriores mais introspetivos, abraçando um som vibrante e experimental. Sheeran descreve Play como uma resposta ao período mais sombrio da sua vida, com o objetivo de "criar alegria e tecnicolor," explorando culturas encontradas durante as suas digressões globais. O álbum foi criado em vários locais do mundo e finalizado em Goa, Índia, refletindo as suas diversas influências.
O primeiro single, "Azizam", lançado a 4 de Abril de 2025, viu Sheeran a colaborar com o produtor persa Ilya Salmanzadeh. A canção mistura elementos musicais do Oriente Médio com o estilo caraterístico de Sheeran. De modo a realçar ainda mais a essência transcultural do álbum, foi também distribuída uma versão em persa com a participação da cantora iraniana Googoosh, o que realça. O segundo single, "Old Phone", foi lançado no Dia do Trabalhador no mês seguinte. Esta faixa nostálgica foi inspirada na descoberta por Sheeran de um telemóvel antigo, levando-o a refletir sobre mensagens e memórias passadas. A canção evoca uma sensação de saudade e introspeção. Play apresenta uma lista de faixas diversificada, incluindo canções como "Sapphire", "Symmetry" e "Heaven", cada uma explorando diferentes temas e estilos musicais.
A abordagem promocional de Sheeran para o álbum tem sido notavelmente divertida e não convencional, envolvendo atuações em autocarros abertos e eventos espontâneos, alinhando com o espírito de celebração do álbum. Esta nova era significa a evolução de Sheeran como artista, abraçando tanto o crescimento pessoal como a experimentação musical.

## Antecedentes
Sheeran atingiu sucesso mundial ao longo da década de 2010, com os seus projetos de símbolos matemáticos — Plus (2011), Multiply (2014), Divide (2017), Equals (2021) e Subtract (2023) — liderando diversas tabelas musicais e vendendo milhares de exemplares. As digressões nas quais embarcou para apoiar os álbuns tiveram os bilhetes esgotados e cimentaram a imagem dele como um artista mundial, com a revista norte-americana Time incluindo ele como uma das 100 pessoas mais influenciadoras do mundo em Abril de 2025. A compilação +–=÷× (Tour Collection) foi lançada em Setembro de 2024 como o encerramento oficial desta sequência de álbuns, tornando-se o oitavo número um consecutivo do artista na tabela de álbuns do Reino Unido. Porém, apesar de todo este sucesso comercial, o músico expressou descontentamento com a sua carreira, principalmente após passar por problemas pessoais e uma série de tragédias inesperadas: o seu melhor amigo Jamal Edwards morreu de paragem cardíaca causada pelo consumo de drogas, a sua esposa Cherry Seaborn foi diagnosticada com um tumor enquanto estava grávida do seu segundo filho, e vários processos judiciais nos quais foi acusado de plagiar canções, particularmente "Thinking Out Loud" (2014). Em 2023, uma audiência no tribunal obrigou Sheeran a faltar ao funeral da sua avó. Na altura, ele canalizou os seus sentimentos em Subtract e Autumn Variations (2023), este último um projeto surpresa lançado em 2023, ambos descritos por Sheeran como "muito deprimentes, sobre assuntos muito difíceis, muito silenciosos." De facto, ambos álbuns foram analisados por críticos musicais como introspetivos e sombrios. O artista viu estes trabalhos como uma forma de terapia, processando a dor emocional através de música acústica e despojada. Ao ultrapassar este período desafiante, o músico expressou um forte desejo de "ter algo que fosse brilhante, colorido e divertido" no seu projeto seguinte.
Em Dezembro de 2024, Sheeran revelou à revista Variety que não só já havia encerrado a produção do seu próximo disco, como também tinha filmado dois vídeos musicais e planeava completar mais dois em 2025, durante as suas viagens à Índia, China e Oriente Médio, como parte da digressão +–=÷×. Na mesma entrevista, o artista anunciou estar a preparar uma grande campanha promocional para o projeto, uma vez que não conseguiu isso com Equals por ter sido lançado durante a pandemia, e Subtract por ser "obviamente um disco completamente diferente, que não exigia grandes coisas pop." Num comentário a uma publicação no Instagram em Fevereiro de 2025, Sheeran especulou o título do disco como Play. Num outro comentário a um fã que escreveu a teoria de que a próxima série de discos se chamaria "Play, Pause, Stop, Rewind, Skip," Sheeran respondeu: "talvez salte o Skip para ser sincero." Esta não foi a primeira vez que o artista aludiu ao título, tendo postado em 2023 a mensagem: "Vejo-vos no próximo ano, quando pressionarmos Play novamente no pop, e tenha uma boa temporada de férias." Em 2022, ele confirmou que iria fazer "dez discos de símbolos," mas disse que "os próximos cinco não serão de matemática."

## Estilo musical e sonoridade
Segundo Sheeran, mais de 320 canções foram escritas para Play entre 2021 e 2025. Play foi concebido durante e após a digressão +–=÷×, e as suas canções escritas em vários lugares ao redor do mundo, e finalizado em Goa, Índia. O estilo musical presente em Play é diferente do que se verificou nos álbuns mais recentes do artista, como ele desejava ser "mais explorador com este álbum. Tive uma atitude de 'por que não?' e não senti que tinha de estar numa caixa de cantor e compositor, do tipo 'tenho de fazer isto ou aquilo,'..." A sua intenção era do álbum soar "divertido e excitante. Tem de ser uma celebração."
"Play é um álbum feito como uma resposta direta ao período mais negro da minha vida. Depois de tudo isso, só queria criar alegria e tecnicolor, e explorar as culturas dos países por onde andava em digressão. É uma verdadeira montanha-russa de emoções do início ao fim, que encapsula tudo o que adoro na música e a sua diversão, mas também onde me encontro na vida como ser humano, parceiro e pai."
— Excerto da publicação de Sheeran no Instagram na qual revelou o título e data de lançamento de Play.
A primeira canção concebida para o disco foi "Azizam", cujo título em língua persa traduz-se literalmente para "meu querido" ou "meu amado," e foi inspirada na mulher de Sheeran e o seu relacionamento. Co-composta e co-produzida por Ilya Salmanzadeh, Johnny McDaid, e Savan Kotecha, a faixa apresenta uma batida de dança vibrante com influências de música tradicional persa, uma contribuição de Salmanzadeh, que é de origem persa. Todavia, embora "Azizam" tenha sido originalmente criada num quadro de referência persa, Sheeran explicou que o facto de ter crescido a ouvir muita música tradicional irlandesa o fez perceber que os ritmos das duas culturas eram muito semelhantes, mas executados com instrumentos diferentes, expressando o mesmo sentimento em relação à música indiana. Quando esteve na China a trabalhar com músicos clássicos, gravou uma versão com músicos tradicionais chineses. Além disso, vários artistas iranianos e indianos participaram na gravação da canção, tocando instrumentos como ghatam, daf, santur, dulcimer martelado ou alaúde, e ainda cantando vocais de apoio. Sheeran viria a repetir este processo ao conceber "Old Phone" com músicos indianos, irlandeses e de bluegrass de Nashville, Tennessee. Sheeran foi inspirado a escrever o tema ao revisitar um telefone antigo ao qual perdeu acesso quando o juíz responsável pelo caso dos direitos autorais em torno de "Thinking Out Loud" obrigou-o a entregar os seus dispositivos eletrónicos como evidências. "Parece uma canção que deveria ter estado no meu álbum de estreia, mas também uma canção que não poderia ter escrito até ter vivido coisas da vida real que me aconteceram," explicou o cantor na sua conta do Instagram, numa publicação na qual revelou que o tema foi escrito enquanto estava na Índia e gravado na manhã seguinte. A canção descreve Sheeran ficando quase paralisado com uma sensação avassaladora de perda, antes de dizer firmemente a si mesmo para abandonar esse estado.

## Lançamento e divulgação
Sheeran estreou "Azizam" a 15 de Março de 2025 através de uma performance ao vivo espontânea na cidade norte-americana de Nova Orleães, Louisiana, acompanhado pela banda metálica The Soul Rebels. Esta viria a ser uma de várias atuações ao vivo surpresa de Sheeran, como este foi o método adotado por si para promover o álbum, como parte da sua estratégia para "reencontrar a felicidade." "Quando embarquei na campanha [promocional] deste álbum, disse a mim mesmo: 'Quero que tudo o que faço seja divertido e lúdico' - é por isso que estamos a construir pubs para jams folclóricas, a fazer concertos em autocarros de topo aberto e a cantar com chapéus de cowboy cor-de-rosa em bares," argumentou o artista em uma publicação do Instagram. Mais apresentações ao vivo incluem um pub irlandês em Boston no Dia de São Patrício, o bar Tootsies em Nashville, e o pub Thomas Wolsey em Ipswich. Nesta última cidade, o Ipswich Central Business Improvement District (BID) e o Ipswich Borough Council decoraram-na com faixas do mesmo tom de cor-de-rosa da capa de Play, após Sheeran ter anunciado uma série de espectáculos no estádio do Ipswich Town Football Club para os dias 11, 12 e 13 de Julho. Além disso, Sheeran revelou que iria lançar músicas "a cada duas ou três semanas," expressando não querer apenas lançar um single e logo de seguida o álbum.
Sheeran foi entrevistado por Jimmy Fallon em um episódio do The Tonight Show transmitido a 26 de Março. Nessa interação, o músico confirmou Play como o nome do álbum e que, depois da sua série de álbuns de matemática, o seu novo trabalho ir-se-ia basear numa ideia desenvolvida quando tinha dezoito anos, altura na qual elaborou um plano de dez álbuns, começando com os cinco de matemática e seguido de Play, Pause, Rewind, Fast-Forward e Stop. "Sou obcecado pelo [Quentin] Tarantino e ouvi dizer que ele estava a fazer dez filmes e que tinha os seus projetos paralelos... por isso quero fazer os meus dez e fazer um projeto paralelo aqui e ali," explicou Sheeran. Quando Fallon perguntou se Sheeran iria parar depois de Stop, o cantor disse que também estava a idealizar um álbum composto por canções inéditas escritas ao longo da sua vida e depois lançado no dia da sua morte sob o título Eject. A data de lançamento de Play foi prevista para 12 de Setembro de 2025, através das editoras discográficas Gingerbread Man e Atlantic.
"Azizam" foi lançado como o primeiro single de Play a 4 de Abril de 2025. Uma versão em língua persa com a participação do cantor iraniano Googoosh foi também disponibilizada. A 23 de Abril, Sheeran juntou-se ao músico Noah Kahan num pub de Nashville para tocarem um conjunto de canções acústicas, incluindo a primeira performance de "Old Phone". Este momento foi descrito por Sheeran como "acho que parece uma canção de Noah Kahan... é um momento de círculo completo para mim." No fim desse mês, o artista lançou uma conta nostálgica no Instagram com fotos antigas inéditas, como um esforço para promover o lançamento de "Old Phone" como o segundo single de Play a 1 de Maio.
A 30 de Maio de 2025, na paragem da digressão +–=÷× em Madrid, Espanha, Sheeran interpretou "Sapphire" pela primeira vez, com o auxílio de um pedal de loop. Na noite seguinte, cantou "Sapphire" de novo e ainda "Opening" pela primeira vez. No início do mês seguinte, foi anunciado que "Sapphire" seria distribuída como o terceiro single de Play a partir de 5 de Junho. O cantor partilhou no Instagram momentos nos bastidores da gravação do vídeo musical para o single, com a participação do ator indiano Shah Rukh Khan e o cantor indiano Arijit Singh.

## Alinhamento de faixas
A edição padrão de Play contém treze faixas. Uma edição deluxe apresenta ainda duas faixas novas, "Problems" e "War Games", enquanto uma versão exclusiva em disco de vinil desta edição inclui ainda "Regrets".
| Play — Edição padrão |                   |                                                         |                                      |         |  |
| N.º                  | Título            | Compositor(es)                                          | Produtor(es)                         | Duração |  |
| 1.                   | "Opening"         |                                                         |                                      |         |  |
| 2.                   | "Sapphire"        |                                                         |                                      |         |  |
| 3.                   | "Azizam"          | Ed Sheeran Ilya Salmanzadeh Johnny McDaid Savan Kotecha | E. Sheeran Ilya J. McDaid S. Kotecha | 2:42    |  |
| 4.                   | "Old Phone"       | E. Sheeran                                              | E. Sheeran Ilya Blake Slatkin        | 3:41    |  |
| 5.                   | "Symmetry"        |                                                         |                                      |         |  |
| 6.                   | "Camera"          |                                                         |                                      |         |  |
| 7.                   | "In Other Words"  |                                                         |                                      |         |  |
| 8.                   | "A Little More"   |                                                         |                                      |         |  |
| 9.                   | "Slowly"          |                                                         |                                      |         |  |
| 10.                  | "Don't Look Down" |                                                         |                                      |         |  |
| 11.                  | "The Vow"         |                                                         |                                      |         |  |
| 12.                  | "For Always"      |                                                         |                                      |         |  |
| 13.                  | "Heaven"          |                                                         |                                      |         |  |

| Play – Edição Deluxe [CD] |             |         |  |
| N.º                       | Título      | Duração |  |
| 14.                       | "Problems"  |         |  |
| 15.                       | "War Games" |         |  |

| Play – Edição Deluxe Exclusiva [Vinil] |           |         |  |
| N.º                                    | Título    | Duração |  |
| 16.                                    | "Regrets" |         |  |